# Zaslađivači
Zaslađivači ili sladila sintetični ili prirodni su prehrambeni aditivi koji su zamjene za šećer i značajno nadmašuju njegovu slatkoću. Oni su bez ili s vrlo malo fiziološke vrijednosti kalorije. Zaslađivačka moć sladila uvijek se temelji na saharozi sa slatkoćom 1.  Dodaju se hrani i pićima kao zamjena za šećer. U pravilu imaju mnogo manju kalorijsku vrijednost od šećera.
| ANORGANSKE TVARI       | PRIRODNE ORGANSKE TVARI | SINTEZNO ORGANSKI SPOJEVI                                                                                      |
| ---------------------- | --- | --- |
| BeCl2, BeSO4, Pb(OAc)2 | UGLJIČCNI HIDRATI - mono i disaharidi: saharoza, glukoza, fruktoza, maltoza, laktoza                                                                                           | OKSIMI: α-anisaldoksim                                                                                         |
| BeCl2, BeSO4, Pb(OAc)2 | POLIOLI: sorbitol, manitol, eritritol, ksilitol | SULFAMATI: saharin, ciklamat, acesulfam                                                                        |
| BeCl2, BeSO4, Pb(OAc)2 | D-AMINOKISLINE: glicin, alanin, fenilalanin, triptofan | 3- NITROANILINI: 6-kloro-3-nitroanilin                                                                         |
| BeCl2, BeSO4, Pb(OAc)2 | PROTEINI SLATKOGA OKUSA: brazein, taumatin, monelin, mabinlin, mirakulin, pentadin, kurkulin                                                                                   | ASPARTIL DIPEPTIDI: aspartam, alitam, neotam                                                                   |
| BeCl2, BeSO4, Pb(OAc)2 | PROIZVODI SEKUNDARNOGA METABOLIZMA BILJKI: steviozid, rebaudiozid, glicirizin, mogrozid V, abruzozidi A-D, filodulcin, neohesperidin, dihidrohalkon, heranandulcin, seligueain | DERIVATI: sukraloza                                                                                            |
| BeCl2, BeSO4, Pb(OAc)2 | PROIZVODI SEKUNDARNOGA METABOLIZMA BILJKI: steviozid, rebaudiozid, glicirizin, mogrozid V, abruzozidi A-D, filodulcin, neohesperidin, dihidrohalkon, heranandulcin, seligueain | DERIVATI GVANIDINOOCETNE KISLINE: sukrononska kiselina, gvanidinoocetna kiselina 1, gvanidinoocetna kiselina 2 |

## Vrste prema proizvodnji
- umjetno sladilo
- prirodno sladilo
- stolno sladilo
- prema obliku konzumacije
  - tekuće sladilo (sok od trske...)
    - sirupi (sirup od datulje, agavin sirup, javorov sirup, sirup od smeđe riže, sirup od kukuruza, sirup od mješavine voća...)
    - melasa od šećerne trske

  - u tablet(ic)ama
  - u kristalićima (zrnati)
- tekuća aroma za hranu

## Glikemijski indeks
Uobičajeni zaslađivači sa glikemijskim indeksom do 60.
| Zaslađivač              | Glikemijski indeks | Kalorije u 10g [kcal] |
| ----------------------- | ------------------ | --------------------- |
| stevija                 | 0                  |                       |
| ksilitol (brezin šećer) | 7                  |                       |
| agava                   | 15-30              |                       |
| sirup od smeđe riže     | 12                 |                       |
| kokosov šećer           | 30                 |                       |
| sirovi med              | 35-58              |                       |
| sukanat                 | 43                 |                       |
| javorov sirup           | 54                 |                       |
| crna melasa*            | 54                 |                       |
| sok od trske            | 55                 |                       |

* melasa ima GI 70

## Vanjske poveznice
- Sladila Hrvatska tehnička enciklopedija, portal hrvatske tehničke baštine. LZMK